# Claudio Corti (wielrenner)
Claudio Corti (Bergamo, 1 maart 1955) is een voormalig Italiaans wielrenner. Corti was professional tussen 1978 en 1989 en won vooral wedstrijden in Italië, waaronder tweemaal het nationaal kampioenschap. Na zijn actieve wielerloopbaan werd Corti ploegleider, onder andere bij Saeco, Lampre en Barloworld. Zijn zoon, Marco, is eveneens profwielrenner geworden.

## Belangrijke overwinningen
1977
- Ronde van Italië voor beloften
- WK wegrennen amateurs
- Girobio
- Giro della Regione Friuli Venezia Giulia

1980
- Ronde van Friuli

1984
- Ronde van Friuli

1985
- Trofeo Melinda
- Ronde van Romagna

1986
- GP Città di Camaiore
- Ronde van Toscane

1980
- Ronde van Venetië
- Ronde van Romagna
- Italiaans kampioenschap op de weg, Elite
- Giro dell'Umbria

1986
- Ronde van Toscane
- Italiaans kampioenschap op de weg, Elite

1987
- Ronde van Trentino

1988
- Coppa Sabatini

## Resultaten in voornaamste wedstrijden
| Jaar | Ronde van Italië | Ronde van Frankrijk | Ronde van Spanje |
| ---- | ---------------- | ------------------- | ---------------- |
| 1978 | 30e              |                     |                  |
| 1979 | 28e              |                     |                  |
| 1980 | 34e              |                     |                  |
| 1981 | 67e              |                     |                  |
| 1982 | 60e              |                     |                  |
| 1983 | 109e             |                     |                  |
| 1984 | 97e              |                     |                  |
| 1985 | opgave           |                     | 54e              |
| 1986 | 5e               |                     |                  |
| 1987 | opgave           | opgave              |                  |
| 1988 | 54e              |                     |                  |
| 1989 | 95e              |                     |                  |

| Jaar | Milaan-San Remo | Gent-Wevelgem | Amstel Gold Race | Luik-Bast.‑Luik | Ronde van Lombardije |  | WK op de weg |
| ---- | --------------- | ------------- | ---------------- | --------------- | -------------------- |  | ------------ |
| 1978 | 136e            |               |                  |                 | 14e                  |  |              |
| 1979 |                 |               |                  |                 |                      |  |              |
| 1980 | 120e            | 57e           |                  |                 |                      |  |              |
| 1981 |                 |               |                  |                 | 17e                  |  |              |
| 1982 | 65e             |               |                  | 32e             | 27e                  |  |              |
| 1983 | 101e            |               |                  |                 | 24e                  |  |              |
| 1984 | 62e             |               |                  |                 | 24e                  |  | ↑            |
| 1985 | 89e             |               |                  |                 | 6e                   |  | 11e          |
| 1986 | 87e             |               | 45e              |                 |                      |  | 53e          |
| 1987 |                 |               |                  |                 |                      |  |              |
| 1988 |                 |               |                  |                 |                      |  |              |
| 1989 |                 |               |                  |                 |                      |  |              |